# Столяров Яків Васильович
Яків Васильович Столяров (1878, Москва, Російська імперія — 1945, Харків, Українська РСР) — вчений у галузі прикладної механіки та залізобетонних конструкцій.
Викладач і професор Харківського інженерно-будівельного інституту та Інституту інженерів народного господарства. Праці і підручники з будівельної механіки, опору матеріалів, теорії залізобетону.

## Біографія
Народився в Москві в сім'ї рахівника, його матір'ю була Ольга Павлівна, українка з м. Ніжина. За іншою інформацією — у сім'ї дворянина у місті Осташкові Тверської губернії.
Після закінчення реального училища вступив до Харківського технологічного інституту (ХТІ), слухав лекції відомих вчених того часу: В. Л. Кирпічова, професорів В. І. Альбіцького, А. В. Гречанінова, Г. А. Латишева, А. І. Предтеченського, І. І. Бобарикова. З опору матеріалів та прикладної механіки лекції читав Д. С. Зернов, з математики — Д. А. Граве та А. П. Пшеборський.
Закінчив НТІ зі званням інженера-технолога та отримав у 1902 р. посаду старшого лаборанта Варшавського політехнічного інституту, читає лекції та викладає у технічному училищі. З 1904 р. штатний викладач ХТІ з прикладної механіки та теорії побудови машин. У 1905 р. відряджається до Франції, Швейцарії, Бельгії для ознайомлення з роботою політехнічних шкіл і «випробувальних станцій». Після повернення додому починає активно застосовувати отримані там знання. 1905 — отримує чин надвірного радника. У 1907 р. вперше в Харкові починає читати лекції з залізобетону. У 1909 р. отримує чин колезького радника, тоді ж призначається ад'юнкт-професором ХТІ з прикладної механіки та теорії побудови машин. У грудні 1912 р. призначений професором ХТІ з прикладної механіки та теорії побудови машин, у 1913 р. отримує чин статського радника.
Шість разів, з 1905 по 1914 рр. відряджається за кордон, до європейських країн, з науковою метою.
З 1910 по 1914 р. чотири рази тимчасово виконував обов'язки директора ХТІ.
Двічі, в 1909 і 1910 рр., відряджається до Москви і Санкт-Петербурга на XII і XIII конгреси російських цементних техників і заводчиків.
Наказом міністра народної освіти від 7 вересня 1917 р. звільнений зі служби в ХТІ.
Під час Громадянської війни, за деякими відомостями, Я. В. Столяров був радником барона Петра Врангеля. У 1919—1920 рр. — викладав у Севастопольському політехнікумі.
Столяров не емігрував, залишився у новій країні, знову працює у ХТІ. Методи викладання інженерних дисциплін змінилися, наприклад, у той час практикувався «бригадний метод» оцінки знань студентів, який він не схвалював. Багато їздив містами України з лекціями. Загалом у цей час їм видано близько 30 праць про методику профтехосвіти. Я В. Столяров вважав, що якість технічного освіти тісно пов'язана з громадянськими якостями особистості — чесністю, вимогливістю, сміливістю. Його девіз: «учні вивчають виробництво під керівництвом вчителя» для випускника мав трансформуватися у систему безперервного навчання. При тому, волів не вступати у гострі соціальні конфлікти.
З 1922 р. почав працювати у методичній комісії Головного управління професійної освіти УРСР і паралельно викладав у ХТІ. Був репресований у 1922 р., ув'язнений і звільнений. У 1925—1926 рр. — директор будівельного технікуму у м. Харкові, із 1927 р. — професор прикладної механіки у ХТІ. Потім із 1930 р. — завідувач кафедри залізобетонних конструкцій у новому Харківському інженерно-будівельному інституті, керував Українським науково-дослідним інститутом споруд. У той час, у 1934—1938 рр., — завідувач кафедри «Будівельна механіка» Харківського інституту інженерів транспорту, став членом Всеукраїнської асоціації інженерів, головою технічної ради «Південсоюзбуду», входив до складу редколегії харківської газети «За техніку» та Обласного союзу будівельників.
Під час німецької окупації Харкова Я. М. Столяров до початку 1942 р., поки не був усунений німецькою владою, очолював науково-технічну раду Харківської міської управи.
З 1943 р. — завідувач кафедри інженерних конструкцій Харківського інституту інженерів комунального будівництва.
03 грудня 1945 р. — помер у м. Харкові і був похований на 2-му міському кладовищі.

## Нагороди
Орден Святого Станіслава III ступеня (1 січня 1909);
Орден Святої Анни II ступеня (січень 1914);
Орден «Знак Пошани» (1944 р.).

## Сім'я, оселя
У другому шлюбі був одружений із 7 січня 1911 р. на дочці статського радника Лідії Володимирівні Ситникової (1893—1965). З 1915 р. мешкав у Харкові на вул. Каплунівській (нині, у 2021 р. — вул. Мистецтв), 16 к. 34а. У листопаді 1941 р. переїхав з «будинку спеціалістів» до будинку на вул. Мироносицькій, 93.

## Пам'ять
- У ХПІ презентували унікальні видання відомого вченого. 27.02.2017 Прес-служба. Новини. [Назва з екрана]. Режим доступу: http://www.kpi.kharkov.ua/rus/2017/02/27/u-hpiprezentuvali-unikalni-vidannya-vidomogo-вченого/. Дата звернення 22.11.2021.

- 29 публікацій про Я. В. Столярова[11].

Примітки
1. 1 2  Жуковский, Игорь. Жуковский И.Н. Я.В. Столяров – пионер науки о железобетоне. История жизни в науке с детективным окончанием (рос.) – Х. : Мачулин. 2015. – 118 с., 17 илл. ISBN 978-966-8768-79-8., с. 18 (рос.) .
2. 1 2 3 4 5 6 7  Назаренко С. А., Сергей (2014). Основные результаты профессора Я. В. Столярова. http://repository.kpi.kharkov.ua/ (рос.). НТУ "ХПИ". с. 110. Процитовано 21.11.2021. {{cite book}}: Зовнішнє посилання в |title= (довідка)
3. 1 2 3 4 5 6 7  Буряк А. П.; Акмен И.Р.; Сенько Е.В. (2014). Роль педагогической деятельности Я. В. Столярова в формировании инженерно-строительных кадров 20–30-х гг. XX в. (рос.). Харків: ©Харківський національний університет будівництва та архітектури, 2015р.(м. Харків). с. 46–51. ISSN 2311-7257.
4. ↑  Жуковский И.Н., с. 16.
5. ↑  Жуковский И.Н., с. 7.
6. ↑  Жуковский И.Н., с. 13-14.
7. ↑  Жуковский И.Н., с. 17.
8. ↑  Жуковский И.Н., с. 18.
9. 1 2 3  Жуковский И.Н., с. 18.
10. ↑  Жуковский И.Н., с. 21.
11. 1 2 3 4  ред. С. В.Карпенко. С. В.Карпенко, ред. (2017). Список вибраних праць доктора технічних наук, професора Столярова Якова Васильовича (1878–1945). library.kname.edu.ua/ (укр.). ХНУМГ ім. О. М. Бекетова. с. 12-16. Процитовано 01.12.2021. library.kname.edu.ua/ (укр.) . ХНУМГ ім. О. М. Бекетова. Процитовано 01.12.2021.
12. ↑  Жуковский И.Н., с. 11-12.
13. ↑  Скоробогатов А.В. (2004). Харків у часи німецької окупації. irbis-nbuv.gov.ua/ (укр.). «Прапор». irbis-nbuv.gov.ua/ (укр.) . "Прапор". с. 131. Процитовано 25.11.2021.
14. ↑  Жуковский И.Н., с. 66, 89.
15. ↑  Жуковский И.Н., с.49.

Джерела
- Видатні вчені інженери-будівельники України / В. Є. Ясієвич, С. Б. Дехтяр, С. А. Сухоруков. — К.: Будівельник, 1991. — 104 с.: іл.
- Енциклопедія українознавства : Словникова частина : [в 11 т.] / Наукове товариство імені Шевченка ; гол. ред. проф., д-р Володимир Кубійович. — Париж — Нью-Йорк : Молоде життя, 1955—1995. — ISBN 5-7707-4049-3.

- Жуковский И. Н. Я. В. Столяров — пионер науки о железобетоне. История жизни в науке с детективным окончанием (рос.) — Х. : Мачулин. 2015. — 118 с., 17 илл. ISBN 978-966-8768-79-8.

- Назаренко С. А. Основные результаты профессора Я. В. Столярова / С. А. Назаренко, Н. А. Ткачук, В. Л. Хавин // Вестник Нац. техн. ун-та «ХПИ»: сб. науч. тр. Темат. вып. : Машиноведение и САПР. — Харьков: НТУ «ХПИ». — 2014. — № 29 (1072). — С. 110—119. Режим доступу: http://repository.kpi.kharkov.ua/handle/KhPI-Press/9515. Дата звернення 21.11.2021.

- Буряк А. П. Роль педагогической деятельности Я. В. Столярова в формировании инженерно-строительных кадров 20–30-х гг. XX в. / А. П. Буряк, И. Р. Акмен, Е. В. Сенько // Науковий вісник будівництва. — 2014. — № 2. — С. 46–51. ISSN 2311-7257.

- Список вибраних праць доктора технічних наук, професора Столярова Якова Васильовича (1878—1945) / Наук. б-ка Харків. нац. ун-ту міськ. госп-ва ім. О. М. Бекетова ; уклад. С. В. Карпенко. — Харків: ХНУМГ ім. О. М. Бекетова, 2017. — 16 с. Режим доступу: https://library.kname.edu.ua/images/pratsi/Stolyarov_ukr.pdf. Дата звернення 01.12.2021.

- Скоробогатов А. В. Харків у часи німецької окупації (1941—1943) / Анатолій  Васильович Скоробогатов. — Харків: «Прапор», 2004. — 366 с. : фотоматеріали. — ISBN 966-7880-79-6. Режим доступу: http://irbis-nbuv.gov.ua/ulib/item/ukr0000013273. Дата звернення 25.11.2021.
- Сайт секції ЗБК та БКМ ХНУБА (ХИСИ). Кафедра. Історія кафедри [Назва з екрану]. Режим доступу: http://www.zbk.kh.ua/kafedra/istoriya-kafedri/. Дата звернення 13.12.2021.